# 天草市立御所浦北小学校
天草市立御所浦北小学校（あまくさしりつ ごしょうらきたしょうがっこう）は、かつて熊本県天草市御所浦町横浦に存在した小学校。

## 沿革
- 1880年（明治13年）4月 - 御所浦小学校横浦分教場設置
- 1890年（明治23年）- 御所浦簡易小学校横浦分教場と改称
- 1891年（明治24年）9月 - 横浦分教場が統合され、御所浦尋常高等小学校と改称
- 1894年（明治27年）- 横浦分教場再設置
- 1908年（明治41年）4月 - 御所浦尋常小学校横浦分教場と改称
- 1940年（昭和15年）9月4日 - 御所浦北尋常高等小学校と改称
- 1941年（昭和16年）- 御所浦北国民学校と改称
- 1947年（昭和22年）- 御所浦村立御所浦北小学校と改称
- 1963年（昭和38年）- 御所浦町立御所浦北小学校と改称
- 2006年（平成18年）- 天草市立御所浦北小学校と改称
- 2014年（平成26年）- 天草市立御所浦小学校へ統合

## 学校周辺
- 唐網代瀬戸
- 横浦瀬戸
- 御所浦北簡易郵便局
- 御所浦北保育園